# Labrador (circonscription fédérale)
Circonscription électorale fédérale du Canada
Labrador (précédemment connue sous les noms de Grand Falls—White Bay—Labrador et de Grand Falls—White Bay) est une circonscription électorale fédérale canadienne dans la province de Terre-Neuve-et-Labrador. Elle comprend la région entière du Labrador, avec Belle Isle.
Sa population est de 27 864 dont 19 774 électeurs sur une superficie de 294 330 km². Les circonscriptions limitrophes sont Nunavut, Abitibi—Baie-James—Nunavik—Eeyou, Manicouagan, et Humber—St. Barbe—Baie Verte.

## Historique
La circonscription de Grand Falls—White Bay a été créée lors de l'entrée de Terre-Neuve dans la Confédération canadienne en 1949. Devenue Grand Falls—White Bay—Labrador en 1952, cette dernière fut abolie en 1987 et redistribuée parmi Gander—Grand Falls, Humber—Saint-Barbe—Baie Verte et Labrador.

## Députés
| Législature | Années        | Député           | Parti | Parti        |
| ----------- | ------------- | ---------------- | ----- | ------------ |
| Labrador    |               |                  |       |              |
| 21e         | 1949–1953     | Thomas Asbourne  |       | Libéral      |
| 22e         | 1953–1957     | Thomas Asbourne  |       | Libéral      |
| 23e         | 1957–1958     | Thomas Asbourne  |       | Libéral      |
| 24e         | 1958–1966     | Charles Granger  |       | Libéral      |
| 27e         | 1966–1968     | Andrew Chatwood  |       | Libéral      |
| 28e         | 1968–1972     | Ambrose Peddle   |       | Conservateur |
| 29e         | 1972–1974     | Bill Rompkey     |       | Libéral      |
| 30e         | 1974–1979     | Bill Rompkey     |       | Libéral      |
| 31e         | 1979–1980     | Bill Rompkey     |       | Libéral      |
| 32e         | 1980–1984     | Bill Rompkey     |       | Libéral      |
| 33e         | 1984–1988     | Bill Rompkey     |       | Libéral      |
| 34e         | 1988–1993     | Bill Rompkey     |       | Libéral      |
| 35e         | 1993–1996     | Bill Rompkey     |       | Libéral      |
| 35e         | 1996–1997     | Lawrence O'Brien |       | Libéral      |
| 36e         | 1997–2000     | Lawrence O'Brien |       | Libéral      |
| 37e         | 2000–2004     | Lawrence O'Brien |       | Libéral      |
| 38e         | 2004–2005     | Lawrence O'Brien |       | Libéral      |
| 38e         | 2005–2006     | Todd Russell     |       | Libéral      |
| 39e         | 2006–2008     | Todd Russell     |       | Libéral      |
| 40e         | 2008–2011     | Todd Russell     |       | Libéral      |
| 41e         | 2011–2013     | Peter Penashue   |       | Conservateur |
| 41e         | 2013–2015     | Yvonne Jones     |       | Libéral      |
| 42e         | 2015–2019     | Yvonne Jones     |       | Libéral      |
| 43e         | 2019–2021     | Yvonne Jones     |       | Libéral      |
| 44e         | 2021–2025     | Yvonne Jones     |       | Libéral      |
| 45e         | 2025–en cours | Philip Earle     |       | Libéral      |